# Wolfram Huhn
Wolfram Huhn (ur. 3 grudnia 1973) – niemiecki wioślarz. Srebrny medalista olimpijski z Atlanty.
Zawody w 1996 były jego jedynymi igrzyskami olimpijskimi. Po medal sięgnął w ósemce. W 2000 zdobył brązowy medal mistrzostw świata w czwórce ze sternikiem.